# (3324) Avsyuk
(3324) Avsyuk est un astéroïde de la ceinture principale.

## Description
(3324) Avsyuk est un astéroïde de la ceinture principale. Il fut découvert le 4 février 1983 à l'Observatoire Kleť par Antonín Mrkos. Il présente une orbite caractérisée par un demi-grand axe de 2,70 UA, une excentricité de 0,03 et une inclinaison de 10,8° par rapport à l'écliptique.

## Compléments